# Prachomety (přírodní památka)
Prachomety jsou přírodní památka západně od vesnice Prachomety. Spravuje ji AOPK Plzeň. Důvodem vyhlášení jsou mokřadní louky s bohatými společenstvy.